# 177
Glej tudi: število 177
177 (CLXXVII) je bilo navadno leto, ki se je po julijanskem koledarju začelo na torek.

## Dogodki
- 1. januar